# Bouchardides
Les Bouchardides sont une dynastie de la noblesse franque fondée par Bouchard Ratepilate. Ils détinrent les comtés de Vendôme, de Melun et de Paris.

## Origine
Des travaux récents ont émis l'hypothèse que les Bourchardides descendent par les femmes des Agilolfing. En effet, Bouchard Ratepilate serait un arrière-petit-fils d'Aubry de Sens et d'Engeltrude, fille d'Eudes comte d'Orléans.
Un premier Bouchard est cité dans les chartes de l'abbaye Saint-Martin de Tours (891 et 905), mais il n'est pas expressément cité comme comte de Vendôme. 
Bouchard Ratepilate, son fils, est le premier dont on soit sûr qu'il était comte de Vendôme. Lui et ses successeurs sont des fidèles des Robertiens, alors marquis de Neustrie et ducs de France, et ils bénéficieront de l'ascension de ces derniers.

## Généalogie
|                                                |                                                |                                                |                                                |                                                |                                                |  |  |  |  |  |  |                                                                  |                                                                  |                                                                  |                                                                  |                                                                  |                                                                  |  |  |  |  |  |  | Eudes (834) comte d'Orléans                                                        | Eudes (834) comte d'Orléans                                                        | Eudes (834) comte d'Orléans                                                        | Eudes (834) comte d'Orléans                                                        | Eudes (834) comte d'Orléans                                                        | Eudes (834) comte d'Orléans                                                        |  |  |  |  |  |  | Engeltrude                      | Engeltrude                      | Engeltrude                      | Engeltrude                      | Engeltrude                      | Engeltrude                      |  |  |
|                                                |                                                |                                                |                                                |                                                |                                                |  |  |  |  |  |  |                                                                  |                                                                  |                                                                  |                                                                  |                                                                  |                                                                  |  |  |  |  |  |  | Eudes (834) comte d'Orléans                                                        | Eudes (834) comte d'Orléans                                                        | Eudes (834) comte d'Orléans                                                        | Eudes (834) comte d'Orléans                                                        | Eudes (834) comte d'Orléans                                                        | Eudes (834) comte d'Orléans                                                        |  |  |  |  |  |  | Engeltrude                      | Engeltrude                      | Engeltrude                      | Engeltrude                      | Engeltrude                      | Engeltrude                      |  |  |
|                                                |                                                |                                                |                                                |                                                |                                                |  |  |  |  |  |  |                                                                  |                                                                  |                                                                  |                                                                  |                                                                  |                                                                  |  |  |  |  |  |  |                                                                                    |                                                                                    |                                                                                    |                                                                                    |                                                                                    |                                                                                    |  |  |  |  |  |  |                                 |                                 |                                 |                                 |                                 |                                 |  |  |
|                                                |                                                |                                                |                                                |                                                |                                                |  |  |  |  |  |  |                                                                  |                                                                  |                                                                  |                                                                  |                                                                  |                                                                  |  |  |  |  |  |  |                                                                                    |                                                                                    |                                                                                    |                                                                                    |                                                                                    |                                                                                    |  |  |  |  |  |  |                                 |                                 |                                 |                                 |                                 |                                 |  |  |
|                                                |                                                |                                                |                                                |                                                |                                                |  |  |  |  |  |  | Aubry noble à Sens                                               | Aubry noble à Sens                                               | Aubry noble à Sens                                               | Aubry noble à Sens                                               | Aubry noble à Sens                                               | Aubry noble à Sens                                               |  |  |  |  |  |  | Engetrude                                                                          | Engetrude                                                                          | Engetrude                                                                          | Engetrude                                                                          | Engetrude                                                                          | Engetrude                                                                          |  |  |  |  |  |  | Ermentrude Charles II le Chauve | Ermentrude Charles II le Chauve | Ermentrude Charles II le Chauve | Ermentrude Charles II le Chauve | Ermentrude Charles II le Chauve | Ermentrude Charles II le Chauve |  |  |
|                                                |                                                |                                                |                                                |                                                |                                                |  |  |  |  |  |  | Aubry noble à Sens                                               | Aubry noble à Sens                                               | Aubry noble à Sens                                               | Aubry noble à Sens                                               | Aubry noble à Sens                                               | Aubry noble à Sens                                               |  |  |  |  |  |  | Engetrude                                                                          | Engetrude                                                                          | Engetrude                                                                          | Engetrude                                                                          | Engetrude                                                                          | Engetrude                                                                          |  |  |  |  |  |  | Ermentrude Charles II le Chauve | Ermentrude Charles II le Chauve | Ermentrude Charles II le Chauve | Ermentrude Charles II le Chauve | Ermentrude Charles II le Chauve | Ermentrude Charles II le Chauve |  |  |
|                                                |                                                |                                                |                                                |                                                |                                                |  |  |  |  |  |  |                                                                  |                                                                  |                                                                  |                                                                  |                                                                  |                                                                  |  |  |  |  |  |  |                                                                                    |                                                                                    |                                                                                    |                                                                                    |                                                                                    |                                                                                    |  |  |  |  |  |  |                                 |                                 |                                 |                                 |                                 |                                 |  |  |
|                                                |                                                |                                                |                                                |                                                |                                                |  |  |  |  |  |  |                                                                  |                                                                  |                                                                  |                                                                  |                                                                  |                                                                  |  |  |  |  |  |  |                                                                                    |                                                                                    |                                                                                    |                                                                                    |                                                                                    |                                                                                    |  |  |  |  |  |  |                                 |                                 |                                 |                                 |                                 |                                 |  |  |
|                                                |                                                |                                                |                                                |                                                |                                                |  |  |  |  |  |  | Betto évêque d'Auxerre en 914                                    | Betto évêque d'Auxerre en 914                                    | Betto évêque d'Auxerre en 914                                    | Betto évêque d'Auxerre en 914                                    | Betto évêque d'Auxerre en 914                                    | Betto évêque d'Auxerre en 914                                    |  |  |  |  |  |  | Bouchard comte de Sens en 861                                                      | Bouchard comte de Sens en 861                                                      | Bouchard comte de Sens en 861                                                      | Bouchard comte de Sens en 861                                                      | Bouchard comte de Sens en 861                                                      | Bouchard comte de Sens en 861                                                      |  |  |  |  |  |  |                                 |                                 |                                 |                                 |                                 |                                 |  |  |
|                                                |                                                |                                                |                                                |                                                |                                                |  |  |  |  |  |  | Betto évêque d'Auxerre en 914                                    | Betto évêque d'Auxerre en 914                                    | Betto évêque d'Auxerre en 914                                    | Betto évêque d'Auxerre en 914                                    | Betto évêque d'Auxerre en 914                                    | Betto évêque d'Auxerre en 914                                    |  |  |  |  |  |  | Bouchard comte de Sens en 861                                                      | Bouchard comte de Sens en 861                                                      | Bouchard comte de Sens en 861                                                      | Bouchard comte de Sens en 861                                                      | Bouchard comte de Sens en 861                                                      | Bouchard comte de Sens en 861                                                      |  |  |  |  |  |  |                                 |                                 |                                 |                                 |                                 |                                 |  |  |
|                                                |                                                |                                                |                                                |                                                |                                                |  |  |  |  |  |  |                                                                  |                                                                  |                                                                  |                                                                  |                                                                  |                                                                  |  |  |  |  |  |  | Bouchard Ratepilate comte de Vendôme                                               |                                                                                    |                                                                                    |                                                                                    |                                                                                    |                                                                                    |  |  |  |  |  |  |                                 |                                 |                                 |                                 |                                 |                                 |  |  |
|                                                |                                                |                                                |                                                |                                                |                                                |  |  |  |  |  |  |                                                                  |                                                                  |                                                                  |                                                                  |                                                                  |                                                                  |  |  |  |  |  |  |                                                                                    |                                                                                    |                                                                                    |                                                                                    |                                                                                    |                                                                                    |  |  |  |  |  |  |                                 |                                 |                                 |                                 |                                 |                                 |  |  |
| Haimon (v. 930-v. 957) comte de Corbeil        | Haimon (v. 930-v. 957) comte de Corbeil        | Haimon (v. 930-v. 957) comte de Corbeil        | Haimon (v. 930-v. 957) comte de Corbeil        | Haimon (v. 930-v. 957) comte de Corbeil        | Haimon (v. 930-v. 957) comte de Corbeil        |  |  |  |  |  |  | Élisabeth Le Riche (v. 940-1013) comtesse de Corbeil et de Melun | Élisabeth Le Riche (v. 940-1013) comtesse de Corbeil et de Melun | Élisabeth Le Riche (v. 940-1013) comtesse de Corbeil et de Melun | Élisabeth Le Riche (v. 940-1013) comtesse de Corbeil et de Melun | Élisabeth Le Riche (v. 940-1013) comtesse de Corbeil et de Melun | Élisabeth Le Riche (v. 940-1013) comtesse de Corbeil et de Melun |  |  |  |  |  |  | Bouchard Ier le Vénérable (v. 925-26.02.1007 ou 1012) comte de Vendôme             | Bouchard Ier le Vénérable (v. 925-26.02.1007 ou 1012) comte de Vendôme             | Bouchard Ier le Vénérable (v. 925-26.02.1007 ou 1012) comte de Vendôme             | Bouchard Ier le Vénérable (v. 925-26.02.1007 ou 1012) comte de Vendôme             | Bouchard Ier le Vénérable (v. 925-26.02.1007 ou 1012) comte de Vendôme             | Bouchard Ier le Vénérable (v. 925-26.02.1007 ou 1012) comte de Vendôme             |  |  |  |  |  |  |                                 |                                 |                                 |                                 |                                 |                                 |  |  |
| Haimon (v. 930-v. 957) comte de Corbeil        | Haimon (v. 930-v. 957) comte de Corbeil        | Haimon (v. 930-v. 957) comte de Corbeil        | Haimon (v. 930-v. 957) comte de Corbeil        | Haimon (v. 930-v. 957) comte de Corbeil        | Haimon (v. 930-v. 957) comte de Corbeil        |  |  |  |  |  |  | Élisabeth Le Riche (v. 940-1013) comtesse de Corbeil et de Melun | Élisabeth Le Riche (v. 940-1013) comtesse de Corbeil et de Melun | Élisabeth Le Riche (v. 940-1013) comtesse de Corbeil et de Melun | Élisabeth Le Riche (v. 940-1013) comtesse de Corbeil et de Melun | Élisabeth Le Riche (v. 940-1013) comtesse de Corbeil et de Melun | Élisabeth Le Riche (v. 940-1013) comtesse de Corbeil et de Melun |  |  |  |  |  |  | Bouchard Ier le Vénérable (v. 925-26.02.1007 ou 1012) comte de Vendôme             | Bouchard Ier le Vénérable (v. 925-26.02.1007 ou 1012) comte de Vendôme             | Bouchard Ier le Vénérable (v. 925-26.02.1007 ou 1012) comte de Vendôme             | Bouchard Ier le Vénérable (v. 925-26.02.1007 ou 1012) comte de Vendôme             | Bouchard Ier le Vénérable (v. 925-26.02.1007 ou 1012) comte de Vendôme             | Bouchard Ier le Vénérable (v. 925-26.02.1007 ou 1012) comte de Vendôme             |  |  |  |  |  |  |                                 |                                 |                                 |                                 |                                 |                                 |  |  |
|                                                |                                                |                                                |                                                |                                                |                                                |  |  |  |  |  |  |                                                                  |                                                                  |                                                                  |                                                                  |                                                                  |                                                                  |  |  |  |  |  |  |                                                                                    |                                                                                    |                                                                                    |                                                                                    |                                                                                    |                                                                                    |  |  |  |  |  |  |                                 |                                 |                                 |                                 |                                 |                                 |  |  |
|                                                |                                                |                                                |                                                |                                                |                                                |  |  |  |  |  |  |                                                                  |                                                                  |                                                                  |                                                                  |                                                                  |                                                                  |  |  |  |  |  |  |                                                                                    |                                                                                    |                                                                                    |                                                                                    |                                                                                    |                                                                                    |  |  |  |  |  |  |                                 |                                 |                                 |                                 |                                 |                                 |  |  |
| Foulque III Nerra (v.965 † 1040) comte d'Anjou | Foulque III Nerra (v.965 † 1040) comte d'Anjou | Foulque III Nerra (v.965 † 1040) comte d'Anjou | Foulque III Nerra (v.965 † 1040) comte d'Anjou | Foulque III Nerra (v.965 † 1040) comte d'Anjou | Foulque III Nerra (v.965 † 1040) comte d'Anjou |  |  |  |  |  |  | Élisabeth (970/979-999)                                          | Élisabeth (970/979-999)                                          | Élisabeth (970/979-999)                                          | Élisabeth (970/979-999)                                          | Élisabeth (970/979-999)                                          | Élisabeth (970/979-999)                                          |  |  |  |  |  |  | Renaud de Vendôme († 1017) évêque de Paris comte de Vendôme comte de Melun en 1006 | Renaud de Vendôme († 1017) évêque de Paris comte de Vendôme comte de Melun en 1006 | Renaud de Vendôme († 1017) évêque de Paris comte de Vendôme comte de Melun en 1006 | Renaud de Vendôme († 1017) évêque de Paris comte de Vendôme comte de Melun en 1006 | Renaud de Vendôme († 1017) évêque de Paris comte de Vendôme comte de Melun en 1006 | Renaud de Vendôme († 1017) évêque de Paris comte de Vendôme comte de Melun en 1006 |  |  |  |  |  |  |                                 |                                 |                                 |                                 |                                 |                                 |  |  |
| Foulque III Nerra (v.965 † 1040) comte d'Anjou | Foulque III Nerra (v.965 † 1040) comte d'Anjou | Foulque III Nerra (v.965 † 1040) comte d'Anjou | Foulque III Nerra (v.965 † 1040) comte d'Anjou | Foulque III Nerra (v.965 † 1040) comte d'Anjou | Foulque III Nerra (v.965 † 1040) comte d'Anjou |  |  |  |  |  |  | Élisabeth (970/979-999)                                          | Élisabeth (970/979-999)                                          | Élisabeth (970/979-999)                                          | Élisabeth (970/979-999)                                          | Élisabeth (970/979-999)                                          | Élisabeth (970/979-999)                                          |  |  |  |  |  |  | Renaud de Vendôme († 1017) évêque de Paris comte de Vendôme comte de Melun en 1006 | Renaud de Vendôme († 1017) évêque de Paris comte de Vendôme comte de Melun en 1006 | Renaud de Vendôme († 1017) évêque de Paris comte de Vendôme comte de Melun en 1006 | Renaud de Vendôme († 1017) évêque de Paris comte de Vendôme comte de Melun en 1006 | Renaud de Vendôme († 1017) évêque de Paris comte de Vendôme comte de Melun en 1006 | Renaud de Vendôme († 1017) évêque de Paris comte de Vendôme comte de Melun en 1006 |  |  |  |  |  |  |                                 |                                 |                                 |                                 |                                 |                                 |  |  |
|                                                |                                                |                                                |                                                |                                                |                                                |  |  |  |  |  |  |                                                                  |                                                                  |                                                                  |                                                                  |                                                                  |                                                                  |  |  |  |  |  |  |                                                                                    |                                                                                    |                                                                                    |                                                                                    |                                                                                    |                                                                                    |  |  |  |  |  |  |                                 |                                 |                                 |                                 |                                 |                                 |  |  |
|                                                |                                                |                                                |                                                |                                                |                                                |  |  |  |  |  |  |                                                                  |                                                                  |                                                                  |                                                                  |                                                                  |                                                                  |  |  |  |  |  |  |                                                                                    |                                                                                    |                                                                                    |                                                                                    |                                                                                    |                                                                                    |  |  |  |  |  |  |                                 |                                 |                                 |                                 |                                 |                                 |  |  |
|                                                |                                                |                                                |                                                |                                                |                                                |  |  |  |  |  |  | Adèle de Vendôme-Anjou x Bodon de Nevers comte de Vendôme        |                                                                  |                                                                  |                                                                  |                                                                  |                                                                  |  |  |  |  |  |  |                                                                                    |                                                                                    |                                                                                    |                                                                                    |                                                                                    |                                                                                    |  |  |  |  |  |  |                                 |                                 |                                 |                                 |                                 |                                 |  |  |
|                                                |                                                |                                                |                                                |                                                |                                                |  |  |  |  |  |  |                                                                  |                                                                  |                                                                  |                                                                  |                                                                  |                                                                  |  |  |  |  |  |  |                                                                                    |                                                                                    |                                                                                    |                                                                                    |                                                                                    |                                                                                    |  |  |  |  |  |  |                                 |                                 |                                 |                                 |                                 |                                 |  |  |
|                                                |                                                |                                                |                                                |                                                |                                                |  |  |  |  |  |  | Maison de Nevers                                                 |                                                                  |                                                                  |                                                                  |                                                                  |                                                                  |  |  |  |  |  |  |                                                                                    |                                                                                    |                                                                                    |                                                                                    |                                                                                    |                                                                                    |  |  |  |  |  |  |                                 |                                 |                                 |                                 |                                 |                                 |  |  |

### Sources
- Christian Settipani, « Les vicomtes de Châteaudun et leurs alliés », dans Onomastique et Parenté dans l'Occident médiéval, Oxford, Linacre College, Unit for Prosopographical Research, coll. « Prosopographica et Genealogica / 3 », 2000, 310 p. (ISBN 1-900934-01-9), p. 247-261